# Bois Island
Bois Island is een onbewoond eiland van 11 hectare dat deel uitmaakt van de Canadese provincie Newfoundland en Labrador. Het eiland bevindt zich in de Atlantische Oceaan, vlak voor de oostkust van Newfoundland.

## Geografie
Bois Island ligt voor de oostkust van het schiereiland Avalon en biedt bescherming aan Ferryland Harbour, de noordelijke natuurlijke haven van de gemeente Ferryland. Het eiland ligt 250 m ten noorden van het schiereiland van Ferryland Head en 1,2 km ten oosten van de dorpskern van Ferryland. 
Ten westen van het eiland ligt een keten van rotsen en riffen, waardoor de Ferryland Harbour enkel voor schepen toegankelijk is via de doorgang tussen Bois Island en Ferryland Head. Het rotsachtige eiland is, anders dan de naam doet vermoeden, uitsluitend begroeid met grassen.

## Zie ook

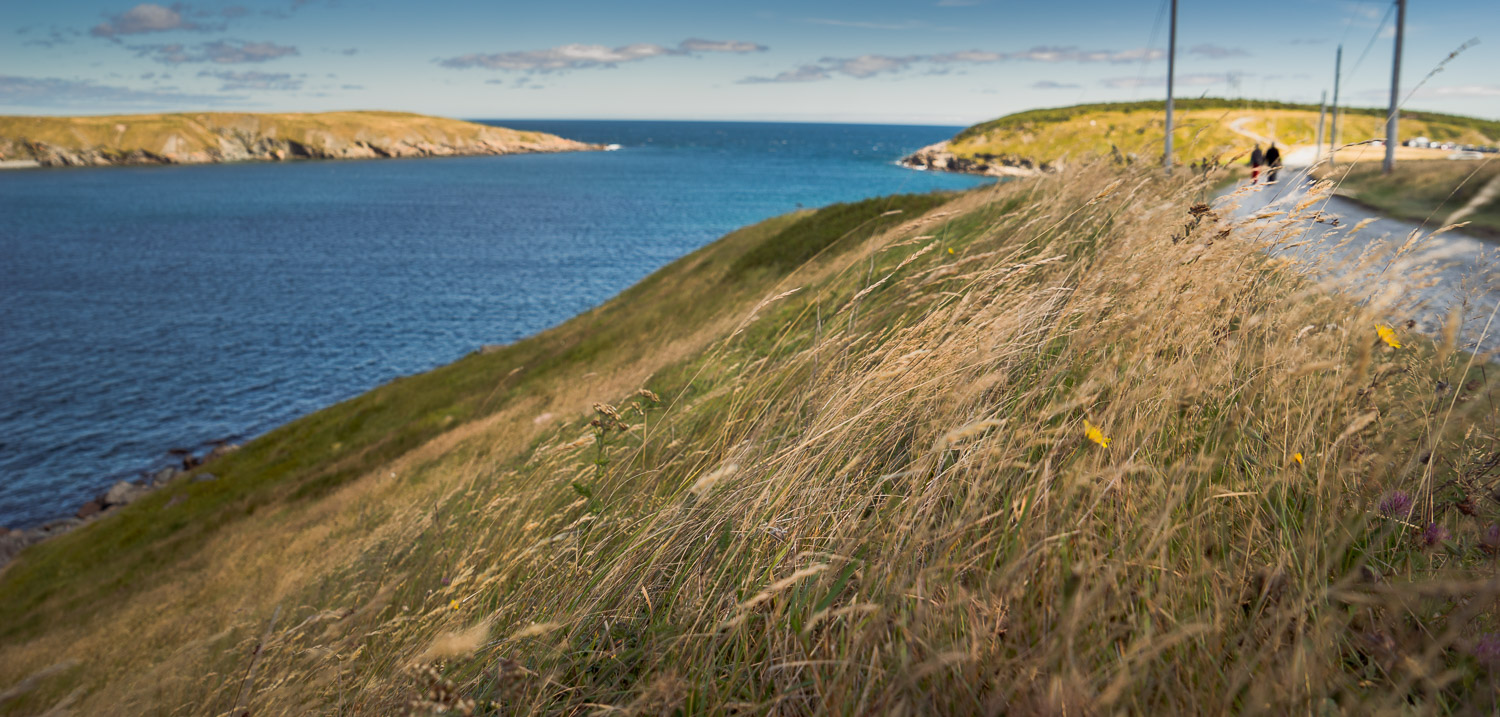
Het schiereiland van Ferryland Head met links in de achtergrond zicht op Bois Island